# Зубарева (деревня)
Зубарева — деревня в Тюменском районе Тюменской области России. Входит в состав Переваловского муниципального образования.

## География
Деревня находится на юго-западе Тюменской области, в пределах юго-западной части Западно-Сибирской низменности, на расстоянии примерно 17 километров (по прямой) к юго-западу от города Тюмени, административного центра области и района. Абсолютная высота — 85 метров над уровнем моря.

### Климат
Климат резко континентальный, с холодной продолжительной зимой и тёплым относительно коротким летом. Среднегодовая температура — 0,7 °C. Средняя температура воздуха самого холодного месяца (января) — −17,2 °C (абсолютный минимум — −46 °C); самого тёплого месяца (июля) — 17,8 °C (абсолютный максимум — 39 °С). Безморозный период длится 121 день. Среднегодовое количество атмосферных осадков составляет 470 мм, из которых 365 мм выпадает в тёплый период. Продолжительность залегания снежного покрова составляет в среднем 151 день.

### Часовой пояс
Деревня Зубарева, как и вся Тюменская область, находится в часовой зоне МСК+2. Смещение применяемого времени относительно UTC составляет +5:00.

## История
В 2018 году в деревне Зубарева отметили её 395-летие. Первое упоминание о деревне Зубарева относится к 1623 году. В 1912 году в Зубарево проживало 367 человек, имелось три лавки, ветряная мельница и часовня. В 1914 году деревня имела 67 крестьянских дворов и 365 жителей. Основателем деревни был Иван Петрович Зубарев, дед известного авантюриста Ивана Васильевича Зубарева Иван Петрович происходил из рода довольно богатых и именитых тобольских купцов-старообрядцев.

## Население
| 2010 |
| ---- |
| 222  |

## Инфраструктура
В деревне 22 улицы: Медовая улица, Светлый переулок, Цветочная улица, Солнечная улица, Улица Ветеранов, Малиновая улица, Лазурная улица, Рябиновый переулок, Садовая улица, Хвойная улица, Зелёная улица, Центральная улица, Кленовая улица, Полевая улица, Лесная улица, Клиновая улица, Калиновая улица, Приозёрная улица, Летняя улица, Розовая улица, Яблоневая улица, Улица Старый Московский тракт 

## Зубарева в литературе
- Екатерина Володина Зубарева – деревня у озера / Тюмень : Красное знамя, 2023. – 223 с.[10] Книга посвящается 400-летию деревни Зубарева Тюменского района. Рассказывается о её истории на основе архивных и малоизвестных материалов.
- Громыко М.М. Тобольский купец Иван Зубарев / Материалы Научной конференции, посвященной 100-летию Тобольского историко-архитектурного музея-заповедника, 1975 - Стр. 56-59.[7]
- Иваненко А.С. Окрестности Тюмени /3-е изд., дополнен. — Тюмень: Слово, 1999. — 240 стр.: ил. 40 с. — ISBN 5-93030-024-0.[11]

## Поэты деревни
- Екатерина Володина — российская поэтесса, поэт-песенник, общественный деятель; член Союза писателей России, Всемирной ассоциации писателей международного ПЕН-клуба, российское отделение Русского ПЕН-центра; член Ассоциации Писателей Урала, Сопредседатель литературного Совета Ассамблеи народов Евразии.[10][12]
- Александр Смирнов — поэт-самоучка. Некоторые стихи он посвятил родной деревне.[10][13]